# Gilbert Van Binst
Gilbert Van Binst (Machelen, 1951. július 5. – 2025. január 3.) Európa-bajnoki bronzérmes belga labdarúgó, hátvéd, edző.
Részt vett az 1972-es belgiumi Európa-bajnokságon.

## Sikerei, díjai
Belgium
- Európa-bajnokság
  - bronzérmes: 1972, Belgium

 Anderlecht
- Belga bajnokság
  - bajnok (2): 1971–72, 1973–74
- Belga kupa
  - győztes (4): 1972, 1973, 1975, 1976
- Kupagyőztesek Európa-kupája (KEK)
  - győztes (2): 1975–76, 1977–78
  - döntős: 1976–77
- UEFA-szuperkupa
  - győztes (2): 1976, 1978